# 静岡県道72号富士白糸滝公園線
静岡県道72号富士白糸滝公園線（しずおかけんどう72ごう ふじしらいとたきこうえんせん）は、静岡県富士市から富士宮市に至る県道（主要地方道）である。

## 概要

### 路線データ
- 起点：静岡県富士市伝法（静岡県道414号富士富士宮線・静岡県道181号富士停車場伝法線交点）
- 終点：静岡県富士宮市上井出（白糸滝公園、静岡県道71号富士宮鳴沢線・静岡県道75号清水富士宮線・静岡県道414号富士富士宮線交点）

## 歴史
- 1993年（平成5年）5月11日 - 建設省から、県道富士裾野線の一部・県道白糸滝公園大渕線が富士白糸滝公園線として主要地方道に指定される[1]。
- 1994年（平成6年）4月1日 - 認定[2]

## 路線状況

### 重複区間
- 静岡県道88号一色久沢線（富士市中野・三ツ倉交差点 - 総合運動公園入口交差点）
- 国道469号（富士市大淵 - 富士宮市村山）

## 地理

### 通過する自治体
- 富士市
- 富士宮市

### 交差する道路
- 静岡県道414号富士富士宮線・静岡県道181号富士停車場伝法線（富士市伝法・伝法沢交差点、起点）
- 西富士道路（富士市伝法で立体交差、富士市道を介して広見ICと接続）
- 静岡県道88号一色久沢線（富士市中野・三ツ倉交差点）
- 静岡県道88号一色久沢線（富士市中野・総合運動公園入口交差点）
- 静岡県道76号富士富士宮由比線（富士市中野・中野交差点）
- 国道469号（富士市大淵）
- 静岡県道158号大坂富士宮線（富士市大淵）
- 国道469号（富士宮市村山）
- 静岡県道180号富士宮富士公園線（富士宮市山宮・篠坂交差点）
- 国道139号 富士宮道路（富士宮市上井出・上井出IC交差点）
- 静岡県道71号富士宮鳴沢線・静岡県道75号清水富士宮線・静岡県道414号富士富士宮線（富士宮市上井出・上井出交差点、終点）

### 沿線
- 東名高速道路・西富士道路 富士インターチェンジ
- 富士常葉大学
- 富士市立岳陽中学校
- 富士市立大淵中学校
- 富士市立伝法小学校
- 富士市立大淵第一小学校
- 富士市立大淵第二小学校
- 富士宮市立富士根北小学校 粟倉分校
- 富士宮市立上井出小学校
- 白糸の滝
- 音止の滝
- 富士市総合運動公園（富士球場）
- JFE商事コイルセンター 静岡工場
- カインズ 富士店